# غمد

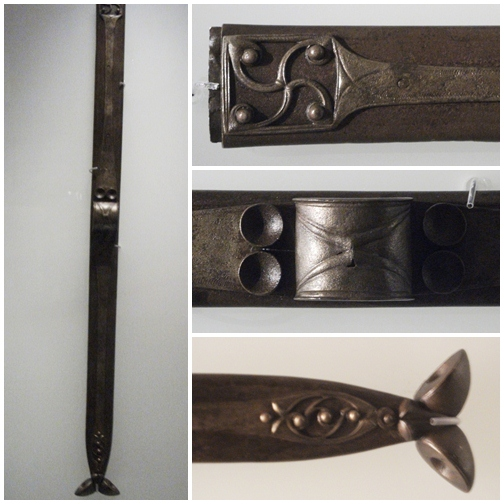

الغِمْد أو غِمْد السيف أو غِمْد الخنجر هو جيب أو جراب أو غلاف يحيط ويحمل سيفاً، أو خنجراً، أو سكيناً، أو غيرها من الشفرات الحادة الكبيرة. تصنع الأغماد من مواد عديدة منذ آلاف السنين، منها الجلد، والخشب، والمعادن كالنحاس الأصفر أو الصلب.

## أنواعه
الأكثر شيوعاً من الأغماد هي الأغماد الملبوسة إما على الصدر أو على الخصر، وتكون معلّقة على حزام السيف أو حزام الكتف وتُسمى حينئذ حمالة السيف.

## الأغماد الأثرية

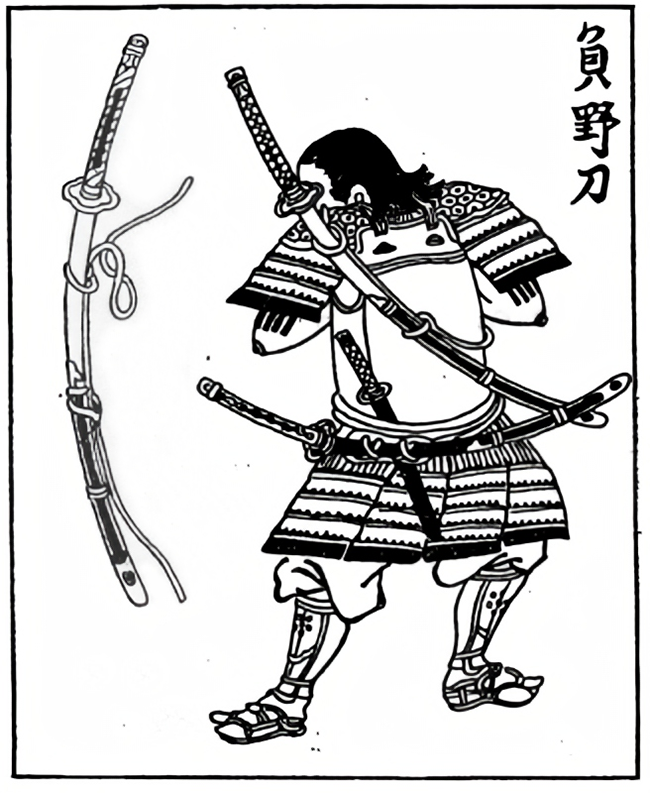

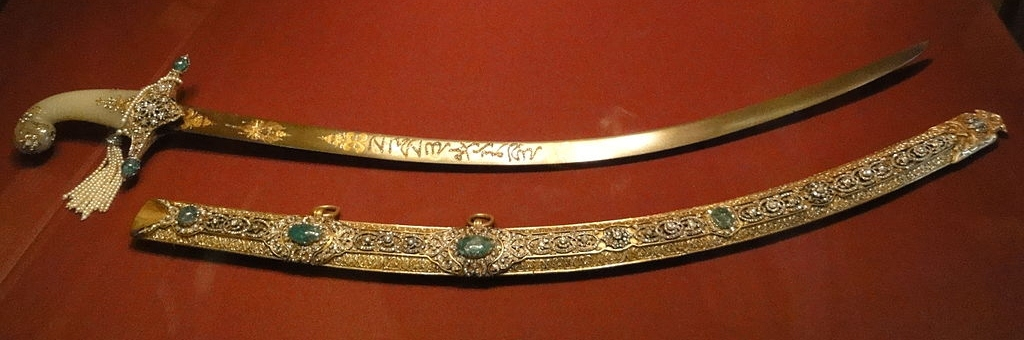
[//ar.wikipedia.org/w/السيف%20المنحني سيف منحني] [//ar.wikipedia.org/w/سلطنة%20مغول%20الهند مغولي] مع غمد مُرصع بالجواهر.

الأغماد الخشبية كانت عادةً ما تغطى في ليف أو جلد، والأغماد الجلدية كانت في العادة تُجوّف من الداخل بمعدن لزيادة الحماية ولتسهيل حملها. وبالرغم من ذلك فإن الشفرات اليابانية الحادّة توضع في غمد خشبي يُسمّى سايا. العديد من الأغماد مثل الأغماد اليونانية أو الرومانية كانت صغيرة وخفيفة. كانت مصممة لمجرد حمل السيف وليس لحمايته. الأغماد المعدنية كانت عادةً ما تُزخرف بزخارف معقدة ودقيقة وقد كانت أيضاً مقتنيات مشتهرة لإبداء الترف والبذخ، والثروة بين الطبقات الراقية في العصر الحديدي الأوروبي، ومع ذلك فخلال العصور الحديدية الوسطى والمتأخرة، أصبحت الأغماد مهمّة خصوصاً لكونها واسطة حمل للتفصيل التزييني. بعد عام 200 ق.م الأغماد المُزخرفة بالكامل أصبحت نادرة. وعدد من الأغماد استرجع من تضحيات الأسلحة، والقليل منها كان لها بطانة فروية مُدهنة من الداخل. لمنع الشفرة من الصدأ ولتسهيل وسرعة عملية إخراجها من الغمد.

## الأغماد الحديثة
اشتهرت الأغماد المعدنية بأوروبا في بداياة القرن التاسع عشر، وحلّ محلها تدريجياً أنواع أخرى من المواد. فقد كان المعدن أكثر مقاومةً من الجلد ومن الممكن أن يكون أفضل في الصمود في أرض المعركة، وخصوصاً الجنود الممتطين للأحصنة. فضلاً عن أن المعدن قد أعطى القدرة على التحمل في المجال الحربي أكثر، وكذلك إمكانية إبداء واستعراض الزخرفة فيه. ومع ذلك فإن الأغمدة الجلدية لم تخسر تفضيلها من قبل مستعمليها الحربيين، بل واستخدمت على نطاق واسع ومنها استخدمت في الحرب الأهلية الأمريكية (1861-1865م).